# Casa Fantástica
Casa Fantástica foi uma série de televisão brasileira exibida e produzida pela Rede Tupi em 1979. Foi escrita por Walther Negrão e dirigida por Atílio Riccó. 
A série era exibida às 21h, após a telenovela Gaivotas, e havia diversas participações especiais.

## Enredo
Uma rica e grande família composta por pais, filhos, avós e criados do Brasil de 1860 atravessa um túnel do tempo e são transportados para 1979. Ao chegar no futuro o choque é grande, já que para eles tudo é novo, como as roupas, cultura e moral. Os pais e avós da família sentem falta de sua época e tentam a todo custo voltar, entretanto os filhos e criados conseguem se adaptar ás novas tendências. Em meio á isso há um repórter que desconfia da família e faz de tudo para descobrir a verdades sobre ela. 

## Elenco
- Geraldo Del Rey
- Elizabeth Hartmann
- Elias Gleizer
- Nair Bello
- Rodolfo Mayer
- Henriqueta Brieba
- Jacques Lagoa
- Edson Celulari
- João Acaiabe
- Marcos Resembaum
- Míriam Lins
- Malu Renzi
- Márcio Costa
- Ivana Bonifácio
- Monique Lafond